# Otto Siewert
Otto Siewert (* 2. Juli 1913 in Finow; † 1986 in Niebüll) war ein deutscher Politiker (CDU).

## Leben
Siewert war von Beruf Rechtsanwalt und Notar. Er gehörte 1946 dem ersten ernannten Landtag von Schleswig-Holstein an, zunächst als Fraktionsloser, später als CDU-Mitglied. Er war Mitglied des Corps Teutonia Bonn und Gründungsmitglied der Kakaduten-Vereinigung in Oberlech am Arlberg.
Er wurde auf dem Friedhof von St. Severin in Keitum auf Sylt beigesetzt.